# الرابطة التونسية للتسامح

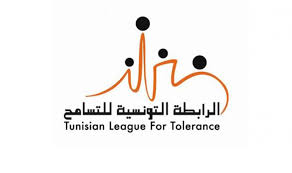

الرابطة التونسية للتسامح هي جمعية تونسية تهدف لنشر ثقافة التسامح ومكافحة المد الصهيوني يرأسها صلاح الدين المصري.